# Rafz
Rafz (toponimo tedesco) è un comune svizzero di 4 400 abitanti del Canton Zurigo, nel distretto di Bülach.

## Geografia fisica
Rafz si trova nella regione del Rafzerfeld.

## Monumenti e luoghi d'interesse

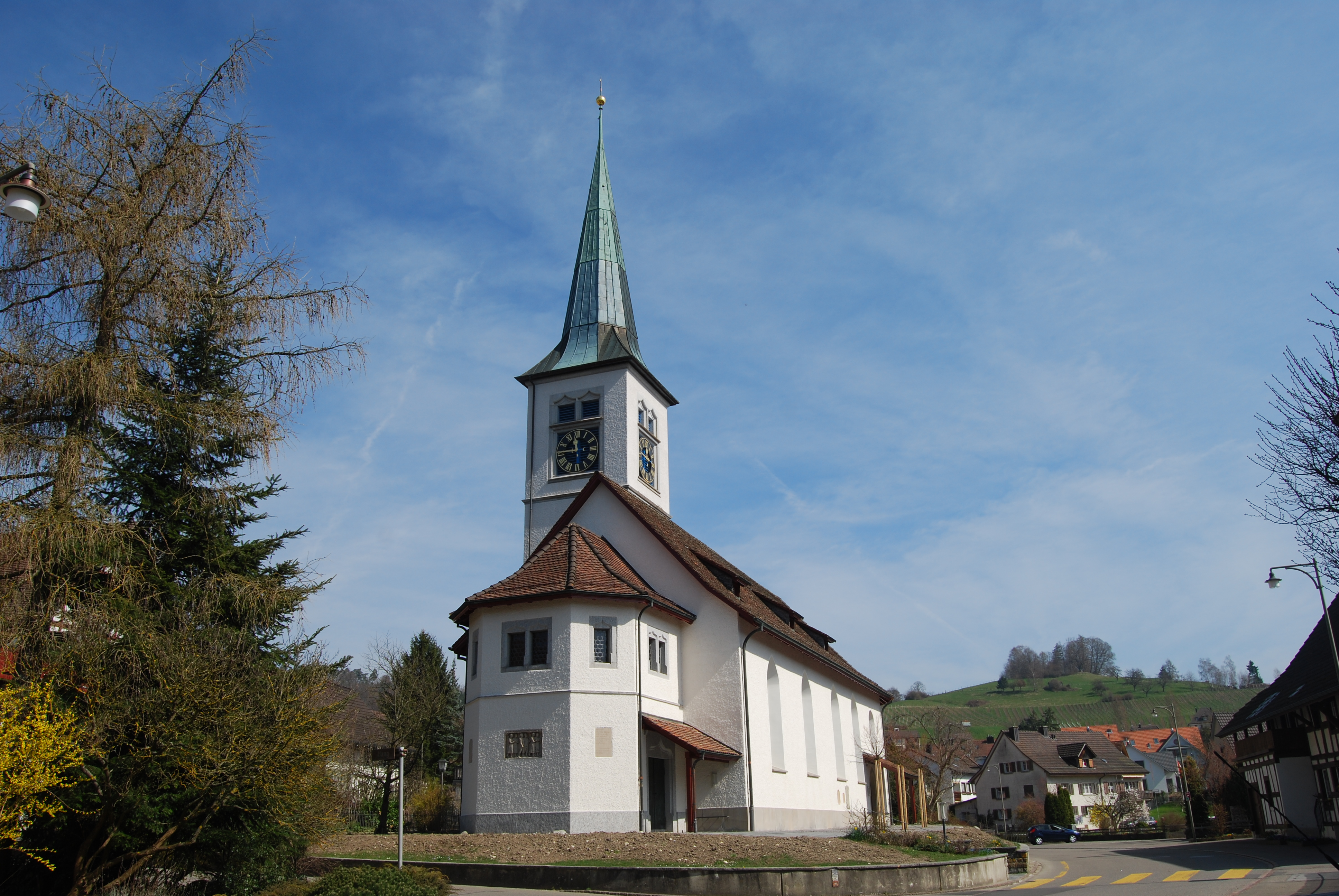
La chiesa riformata

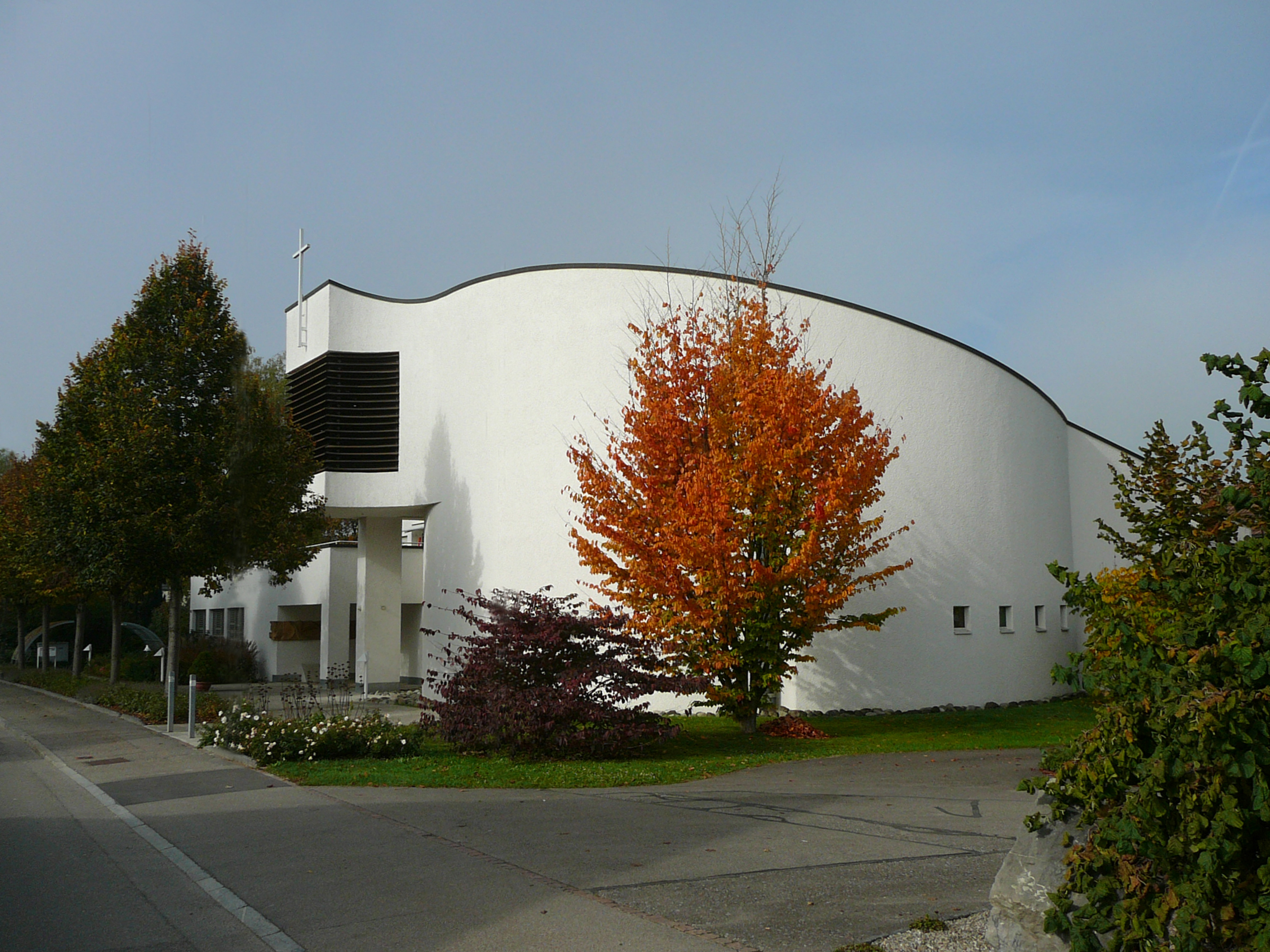
La chiesa cattolica di Santa Maria Maddalena

- Chiesa riformata, eretta nel 1585[1].;
- Chiesa cattolica di Santa Maria Maddalena, eretta nel 1994[1].

## Società

### Evoluzione demografica
L'evoluzione demografica è riportata nella seguente tabella:
Abitanti censiti

## Infrastrutture e trasporti

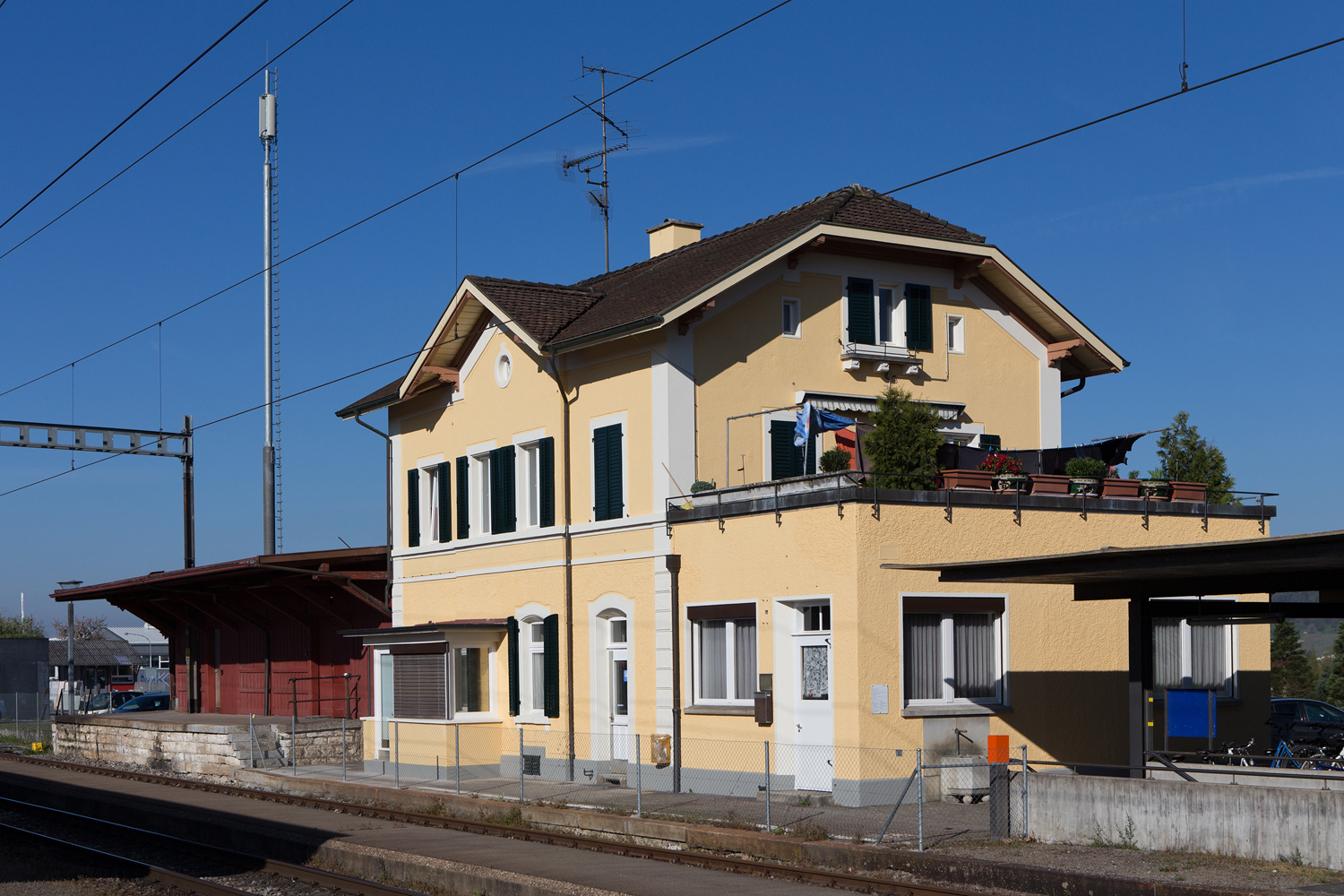
La stazione di Rafz

Rafz è servito dall'omonima stazione sulla ferrovia Eglisau-Neuhausen e sulla lina S9 della rete celere di Zurigo.

## Amministrazione
Ogni famiglia originaria del luogo fa parte del cosiddetto comune patriziale e ha la responsabilità della manutenzione di ogni bene ricadente all'interno dei confini del comune.